# 桂廷圭
桂廷圭（1424年—？），字公瑞，浙江寧波府慈谿縣人，明朝政治人物。進士出身。

## 生平
順天府鄉試第一百三十五名。成化二年（1466年）丙戌科會試第二十四名，殿試登進士第三甲第五十五名。

## 家族
曾祖桂彥良，曾任晉府右博。祖父桂慎，曾任中書舍人。父亲桂抱孫。